# Anyżówka
Anyżówka - słodki likier o wyraźnym zapachu i smaku anyżku, zazwyczaj bezbarwny. W oryginalnej formie produkowany najczęściej we Francji lub Stanach Zjednoczonych.

## Cechy
Podobny do ouzo, rakı, pastisu, araku oraz sambuki. W odróżnieniu do tych wysokoprocentowych trunków nie zawiera jednak więcej niż 25% objętości alkoholu.

## Odmiany
Niektóre odmiany anyżówki są dodatkowo aromatyzowane miętą, kolendrą, migdałami i koprem - nasiona anyżku pozostają w nich jednak dominującym źródłem aromatu.